# Johann von Durazzo
Johann von Anjou (italienisch Giovanni; * um 1294; † 5. April 1335 oder 1336 in Neapel) war Graf von Gravina, Fürst von Achaia und Herzog von Durazzo aus dem älteren Haus Anjou.

Das Wappen von Johann von Anjou

Er war ein jüngerer Sohn des Königs Karl II. von Neapel und dessen Ehefrau Maria von Ungarn. Wie alle seine Brüder war Johann auf guelfischer Seite im Kampf gegen Kaiser Heinrich VII. engagiert, dabei besetzte er 1312 kurzzeitig Rom. 1313 wurde er von seinem Bruder König Robert von Neapel zum Generalkapitän von Kalabrien ernannt. Nachdem sein älterer Bruder Pietro Tempesta 1315 in der Schlacht bei Montecatini gefallen war, übernahm Johann von ihm die Grafschaft Gravina.

## Leben
1318 heiratete er die verwitwete Mathilde von Hennegau und wurde dadurch Fürst von Achaia. Die Ehe geschah unter Zwang auf Anordnung von Johanns älterem Bruder Philipp I. von Tarent, der so Achaia näher an sich zu binden wollte. Mathilde weigerte sich aber ihre Herrschaftsrechte auf ihren Ehemann zu übertragen und heiratete heimlich Hugo de La Palice. Da sie aber nur auf Zustimmung ihres Oberlehnsherren, eben Philipp von Tarent, heiraten durfte, nahm der dies zum Vorwand, um ihr Achaia zu entziehen und es an Johann als seinen neuen Vasallen zu vergeben. Die Ehe wurde 1321 annulliert, Mathilde im Castell dell'Ovo inhaftiert, und Johann heiratete noch im selben Jahr Agnes von Périgord. Während seiner Herrschaft auf dem Peloponnes kämpfte Johann um den Besitz von Kefalonia und Zante.
Nach dem Tod Philipps I., Fürst von Tarent, Albanien, Achaia und lateinischer Titularkaiser von Konstantinopel aus der dem älteren Haus Anjou im Jahr 1332 weigerte sich Johann von Anjou, Fürst von Achaia seit 1322,  seinen unmündigen Neffen Robert von Tarent als neuen Herrscher von Achaia anzuerkennen. Um einen längeren Konflikt mit ihm zu vermeiden, verzichtete er zugunsten Roberts auf das Fürstentum Achaia zusammen mit einem Darlehen von 5.000 Unzen Gold. Als Gegenleistung erhielt er die wichtige kommerzielle und strategische Hafenstadt Durazzo (Durrës). Fortan nannte sich Johann Herzog von Durazzo (1333–1336). Als „Herzogtum Durazzo“ sollte es, mit Unterbrechungen, bis 1368 bestehen.

Die Vereinbarung wurde vom Papst im Januar 1333 und von Robert von Anjou, König von Neapel, am 14. März 1338 bestätigt.

## Nachkommen
Seine Kinder aus zweiter Ehe waren:
- Karl (* 1323, † enthauptet am 23. Januar 1348 bei Aversa), Herzog von Durazzo
- Ludwig (* 1324, † 22. Juli 1362 in Neapel), Graf von Gravina
- Robert (* 1326; † gefallen am 19. September 1356 in der Schlacht bei Maupertuis)
- Stephan (* 1328, † in Portugal, 1380)